# Rain in May
“Rain in May” é uma canção da artista musical holandesa Max Werner de 1981.

## Lançamento
Rain in May foi lançado em abril de 1981 como um single do segundo álbum solo de Werner, Seasons.  A música foi escrita por Chris Meldon, Chris Pilgram e Max Werner. Pilgram também assumiu a produção. No dia 17 agosto de 1981 o holandês Max Werner cantou no 123. Edição da transmissão do programa de música Disco de Ilja Richter na ZDF, a música na frente de uma platéia.

## Composição
Na letra da música, o intérprete masculino Max Werner descreve seu humor depressivo (“Feeling down when the autumn has come”) durante as três estações do outono (1. Estrofe), inverno (2. Estrofe) e na última estrofe verão. A única época do ano em que ele se sente confortável é a primavera, especialmente o mês de maio. Vários fenômenos desagradáveis que ocorrem em todas as estações são discutidos, como estradas frias e escorregadias no inverno. Ao final de cada verso ("“et your share from the rain in May”) e no refrão, ele expressa sua euforia em relação ao homônimo “Rain in May”.

## Faixas e formatos
| 7" Single |                 |         |  |
| N.º       | Título          | Duração |  |
| 1.        | "Rain in May"   | 3:37    |  |
| 2.        | "In The Winter" | 4:57    |  |

## Desempenho nas tabelas musicais

### Posições
| Tabela musical (1981)              | Melhor posição |
| ---------------------------------- | -------------- |
| Alemanha (Media Control Charts)    | 2              |
| Bélgica (Ultratop 50 de Flandres)  | 10             |
| Estados Unidos (Billboard Hot 100) | 74             |
| Países Baixos (MegaCharts)         | 6              |
| Suíça (Schweizer Hitparade)        | 10             |